# Josef Tvrzický
Josef Tvrzický, v USA používal pseudonym Kramer (23. prosince 1884 Prachatice – 27. září 1920 Washington, D.C.), byl český advokát[zdroj⁠?!], jednatel Českého národního sdružení v USA a redaktor.

## Život
Narodil se v Prachaticích v rodině obchodníka Josefa Tvrzického a jeho manželky Marie rozené Kramerové. Českou obecnou školu navštěvoval ve svém rodišti a v dalším studiu pokračoval na místním gymnáziu, které však dokončil v Písku. V dalším studiu pokračoval na univerzitě v Praze, kde během studia aktivně působil v českém studentském hnutí a stál u vzniku spolku rodáků „Prácheň“. Během studia se seznámil s Annou Peprnou, která se později stala jeho ženou. Po ukončení vysokoškolských studií odjel kolem roku 1908 do Spojených států, kde v Chicagu působil jako redaktor a rovněž aktivně pracoval v „Národně sociální besedě J. V. Frič“. V USA psal své články pod pseudonymem „Kramer“, což bylo matčino rodné příjmení.
Během světové války stál v čele boje amerických Čechů proti ústředním mocnostem a rovněž spolupracoval s Tomášem Garriguem Masarykem. V roce 1919 spolu s několika americkými Čechy – legionáři navštívil Československo, kromě jiných míst i rodné Prachatice. Během své návštěvy absolvoval měsíční přednáškové turné po českých městech, v němž informoval o úloze amerických Čechů a Slováků při vzniku Československé republiky.

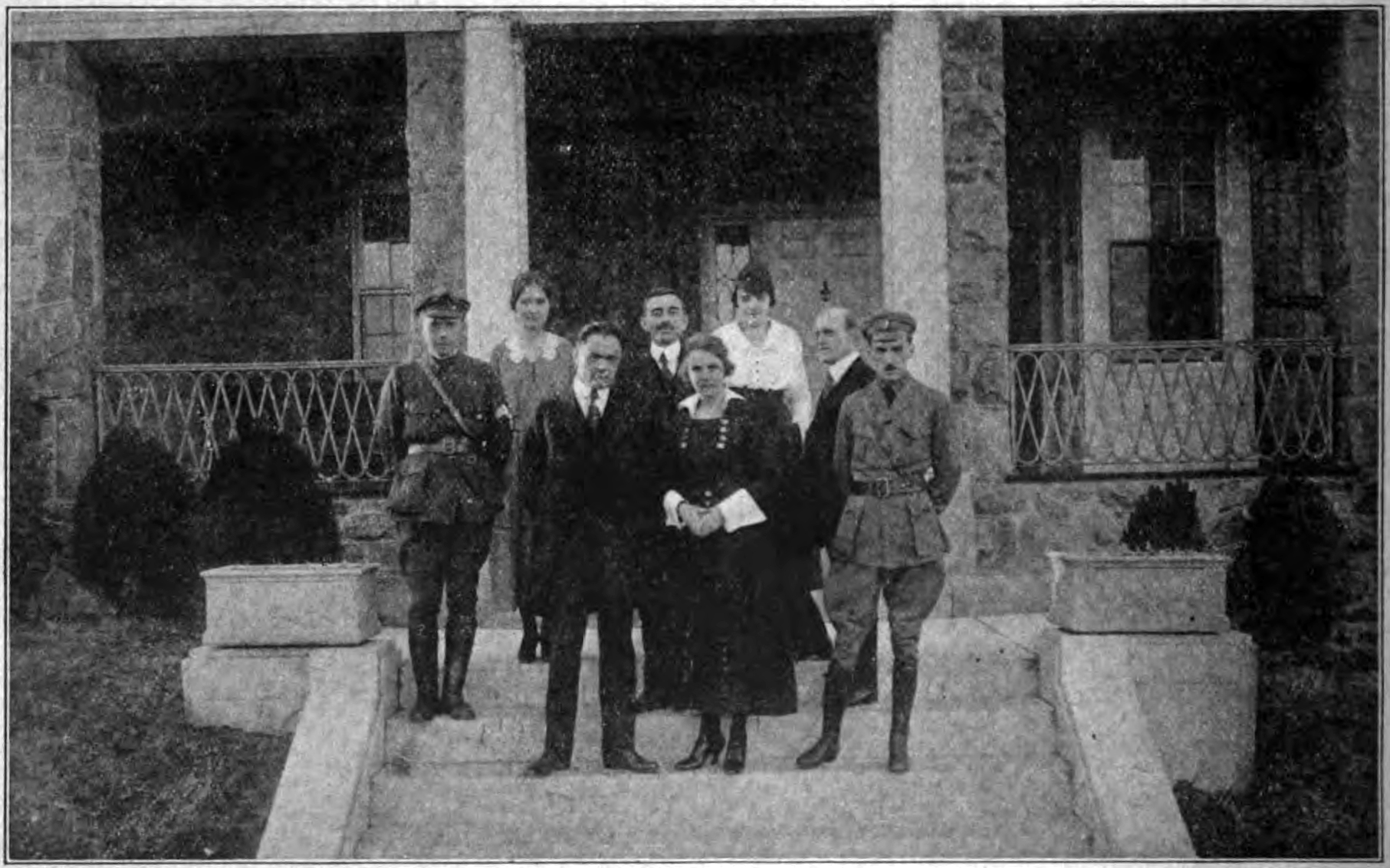
Českoslovenští diplomaté před budovou československého zastupitelství ve Washingtonu. Dolní řada: Charles Pergler (československý komisař), paní Perglerová, plukovník Hurban Prostřední řada: Lieut. Zmrhal, doktor Smetánka, Josef Tvrzický, slečna Kazamková a slečna Boorová (stenografky)

Po návratu do USA pracoval jako tajemník Národního sdružení a ředitel Československé tiskové kanceláře ve Washingtonu, rovněž aktivně přispíval na českou školní mládež v Prachaticích. Oční choroba, která skončila slepotou, jej v krátké době zcela vyřadila z práce a proto volil dobrovolný odchod ze života.
Ovdovělá Anna Tvrzická zaslala do Prachatic 10 000 Kč, které tvořily základ fondu, z nějž byl roku 1924 vybudován Studentský útulek Josefa Tvrzického (dnešní domy č.p. 285 a 341 v Husinecké ulici).